# Deinopis pardalis
Espèce
Synonymes
- Dinopis pardalis Simon, 1906

Deinopis pardalis est une espèce d'araignées aranéomorphes de la famille des Deinopidae.

## Distribution
Cette espèce est endémique du Brésil.

## Publication originale
- Simon, 1906 : Étude sur les araignées de la section des cribellates. Annales de la Société entomologique de Belgique, vol. 50, p. 284-308 (texte intégral).